# 2598 Merlin
2598 Merlin este un asteroid din centura principală, descoperit pe 7 septembrie 1980 de Edward Bowell.